# Arif Asadov
Arif Asadov (Azerbeidzjaans: Arif Gülağa oğlu Əsədov) (Bakoe, 18 augustus 1970) is een Azerbeidzjaans voetbaltrainer en voormalig voetballer.

## Erelijst

### Als speler
- Neftçi Bakoe
  - Beker van Azerbeidzjan: 1999

- Anzji Machatsjkala
  - Eerste divisie (voetbal Rusland): 1999

### Als trainer
- Neftçi Bakoe
  - Landskampioen: 2011